# Plagithmysus cuneatus
Plagithmysus cuneatus är en skalbaggsart som beskrevs av Sharp 1896. Plagithmysus cuneatus ingår i släktet Plagithmysus och familjen långhorningar. Inga underarter finns listade i Catalogue of Life.